# Clinge
Clinge es una localidad de la provincia de Zelanda (Países Bajos). Está situada junto a la frontera belga, a unos 28 km al suroeste de Bergen op Zoom. La población, centrada en una única vía, forma aglomeración con la localidad belga De Klinge.
Tuvo municipio propio hasta 1970.
- Wikimedia Commons alberga una categoría multimedia sobre Clinge.

- Datos: Q1915621
- Multimedia: Clinge / Q1915621